# 愛人関係
『愛人関係』（あいじんかんけい、仏: Les Seins de glace）は、1974年のフランスの映画。リチャード・マシスンによる1953年の小説「Someone is Bleeding」に基づいて、ジョルジュ・ロートネルが脚本、監督を務めた作品。主演はアラン・ドロン。
映画は好評を博し、パリでは最初の週に25万ドル相当の収益を上げてヒットした。

## ストーリー
冬、フランス南部のニースにて、テレビ作家のフランソワはペギーと出会う。ある日、ペギーは彼の運転する車から降り、弁護士のマルクの元へと駆け寄る。
やがて、フランソワはマルクと会い、ペギーが夫を殺したものの精神鑑定によって無罪となったことを知る。マルクが席を外した後、彼の弟のドニが現れ、マルクがペギーを本気で愛していることを告げる。
数日後、リルソンの家で行われた晩餐会から帰ってきたペギーは庭師のアルベールの元を訪れた後、マルクに連絡する。駆け付けたマルクは、アルベールが首にはさみを刺されて死んでいる様子を目にするが、冷静な態度で遺体を運び出す。後日アルベールの遺体は見つかり、マルクは家を訪れたガルニエ警部からペギーが薬物中毒の後遺症で男性恐怖症に陥っていることを告げられる。
さらにその後、マルクがアルベールの遺体を運び出すところを見ていたドニが殺される。
そうこうしているうちに、ペギーはフランソワとともにツリニ峠までハネムーン旅行に行ってしまう。現地に到着したマルクはペギーを展望台まで連れて行く。そして、2発の銃声が響いたところで物語は幕を下ろす。

## キャスト
| 役名         | 俳優                         | 日本語吹替                        |
| 役名         | 俳優                         | テレビ朝日版                      |
| ------------ | ---------------------------- | --------------------------------- |
| マルク       | アラン・ドロン               | 横内正                            |
| ペギー       | ミレーユ・ダルク             | 北浜晴子                          |
| フランソワ   | クロード・ブラッスール       | 羽佐間道夫                        |
| ジャクリーヌ | ニコレッタ・マキャヴェリ     | 沢田敏子                          |
| ドウニ       | フィオーレ・アルトヴィッティ | 石丸博也                          |
| ガルニエ警視 | アンドレ・ファルコン         | 内田稔                            |
| 不明 その他  |                              | 広瀬正志 山本廉 清川元夢 村松康雄 |
|              |                              |                                   |
| 演出         |                              |                                   |
| 翻訳         |                              |                                   |
| 効果         |                              |                                   |
| 調整         |                              |                                   |
| 制作         | 制作                         | ニュージャパンフィルム            |
| 解説         |                              |                                   |
| 初回放送     | 初回放送                     | 1979年12月23日 『日曜洋画劇場』   |

## スタッフ
- 監督・脚本：ジョルジュ・ロートネル
- 製作：レイモン・ダノン（フランス語版）
- 原作：リチャード・マシスン
- 撮影：モーリス・フェルー（フランス語版）
- 音楽：フィリップ・サルド
- 日本語版制作：ニュージャパンフィルム